# شيرا ناؤور
شيرا ناؤور (بالعبرية: שירה נאור‏) (بالإنجليزية: Shira Naor)‏ هي ممثلة أمريكية وإسرائيلية، ولدت في 28 أغسطس 1993 بلوس أنجلوس في الولايات المتحدة.

## وصلات خارجية
- شيرا ناؤور على موقع IMDb (الإنجليزية)
- شيرا ناؤور على موقع ألو سيني (الفرنسية)
- شيرا ناؤور على موقع أول موفي (الإنجليزية)
- شيرا ناؤور على موقع قاعدة بيانات الفيلم (الإنجليزية)
- شيرا ناؤور على موقع كينوبويسك (الروسية)